# 小行星1614
小行星1614（1614 Goldschmidt）是一颗绕太阳运转的小行星，为主小行星带小行星。该小行星于1952年4月18日发现。
該小行星以德國天文學家赫爾曼·戈爾德施密特命名。

## 轨道参数
小行星1614的轨道半长轴为2.9954598 UA，离心率为0.075。